# Rock'n Yodel
Rock'n Yodel är ett studioalbum av Kikki Danielsson, utgivet i april 1979 som hennes debutalbum som soloartist. Albumet nådde 13:e plats på den svenska albumlistan. Titelspåret "Rock'n Yodel", där Kikki Danielsson joddlar, låg även i tio veckor på Svensktoppen under perioden 13 maj–15 juli 1979, med femteplats som högsta placering.
Melodin "Rock'n Yodel", i vilken Kikki Danielsson joddlar, låg på Svensktoppen i 10 veckor under perioden 13 maj–15 juli 1979, med femteplats som högsta placering.

## Låtlista

### Sida A
| Nr | Titel                                                    | Låtskrivare                               | Längd |
| -- | -------------------------------------------------------- | ----------------------------------------- | ----- |
| 1. | "Och vi hörde klockor ringa (Les trois cloches)"         | Jean Villard, Britt Lindeborg             | ?     |
| 2. | "Talking in Your Sleep"                                  | Roger Cook, Bobby Woods                   | ?     |
| 3. | "Vad kan jag göra"                                       | Lasse Holm, Britt Lindeborg               | ?     |
| 4. | "Letter Sweater"                                         | Lasse Holm, Thomas Minor                  | ?     |
| 5. | "Please Help Me (I'm Falling)"                           | Hal Blair, Don Robertson                  | ?     |
| 6. | "Jag är ditt ljus på mörka vatten (Candle on the Water)" | Joel Hirschhorn, Al Kasha, Doreen Denning | ?     |
| 7. | "Rock'n Roll Music"                                      | Chuck Berry                               | ?     |

### Sida B
| Nr  | Titel                            | Låtskrivare                 | Längd |
| --- | -------------------------------- | --------------------------- | ----- |
| 8.  | "Rock'n Yodel"                   | Lasse Holm                  | 02,00 |
| 9.  | "Que Será, Será"                 | Ray Evans, Jay Livigston    | ?     |
| 10. | "Let's Keep it that Way"         | Curly Putman, Rafe Vanhoy   | ?     |
| 11. | "Sweet Little You"               | Larry Kolber, Barry Mann    | ?     |
| 12. | "Lay Your Love on Me"            | Mike Chapman, Nicky Chinn   | ?     |
| 13. | "Tänker lära mig leva livet"     | Lasse Holm, Britt Lindeborg | ?     |
| 14. | "Springa omkring (Stumblin' in)" | Mike Chapman, Nicky Chinn   | ?     |

## Listplaceringar
| Lista (1979) | Topplacering                |
| ------------ | --------------------------- |
| Sverige      | Sverige (Sverigetopplistan) |